# Biserica Sfântul Dionisie din Esslingen
Biserica Sf. Dionisie (în germană Stadtkirche St. Dionys) este un monument istoric și de arhitectură din orașul Esslingen am Neckar. Lăcașul datează din epoca goticului.

## Vitraliile
În această biserică s-a păstrat un important ansamblu de vitralii de la începutul secolului al XIV-lea, singurul aproape intact din Germania și nefalsificat de măsurile de restaurare și curățare ale secolului al XIX-lea. Cinci din ferestrele corului acestei biserici mai conțin în mare parte piesele originare de vitraliu, asamblate pe câte patru coloane și paisprezece registre. Majoritatea acestor piese sunt împodobite cu pictură figurativă. Din 1899 biserica adăpostește și 60 de piese cu motive ornamentale, provenite din corul Bisericii Franciscane din Esslingen. 

## Conservare și repartiție
Cinci din cele șapte ferestre ale corului lung ale bisericii conțin în repartiția actuală vitralii. Ferestrele poartă sigle în conformitate cu poziția lor în cor. Numerotarea pleacă de la fereasta de est, care poartă sigla I. Ferestrele care o încadrează sunt numite nord II și sud II, în funcție de poziția lor față de I. Urmează, după același sistem, ferestrele nord III și sud III (vezi schema din dreapta). 
Complexul de vitralii s-a păstrat surpinzător de complet, dar numai prin piesele dreptunghiulare. Lipsa porțiunilor care umpleau trafoarele ferestrelor s-ar putea datora schimbărilor efectuate în cursul unei renovări din 1703/1705, cu ocazia căreia corul fusese împodobit cu un nou ansamblu de pictură murală. 
De-a lungul timpului porțiunile deteriorate au fost înlocuite de fragmente din compoziția altor vitralii, care fuseseră considerate de calitate inferioară. În special ciclul cu animale a fost descompus pentru înlocuirea lacunelor în celelalte panouri; din totalul originar de 24 de piese s-au mai păstrat din acest ciclu doar șase vitralii. Ca furnizoare de material fusese degradată și fereastra de est a Bisericii Franciscane din oraș. Aceste înlocuiri au fost uzuale din secolul al XVII-lea până pe la mijlocul secolului al XIX-lea și au făcut posibilă păstrarea vitraliilor medievale fără adaosuri sau falsificări prin restaurare. 
La ultima renovare de mare anvergură din 1899 lacunele din ansamblu, care fuseseră până atunci evidențiate prin sticlă incoloră, au fost completate prin introducerea a 60 de piese de vitraliu ornamental provenite din corul Bisericii Franciscane, în 48 de registre ale ferestrelor nord III și sud III. Teama de bombardamente a determinat în 1942 demontarea tuturor pieselor, care au putut fi adăpostite fără pierderi în timpul războiului. Cu ocazia demontării ansamblul a fost documentat fotografic și cercetat de către Hans Wentzel, ceea ce a pus bazele tratării exhaustive din Corpus Vitrearum Medii Aevi. 
După război complexul a fost montat într-o ordine propusă de Wentzel și completat cu cincisprezece piese moderne, executate de Adolf Saile. Aceste lucrări au fost încheiate în anul 1953. În noua repartiție a fragmentelor au rămas piese incolore doar în zona de soclu a ferestrelor nord III și sud III. Zece piese figurative care aparținuseră de panoul I au intrat în compoziția ferestrei sud IV, care fusese până atunci formată din geamuri incolore. Au fost montate în total 218 piese de vitralliu, care aparțin în majoritate substanței medievale, cu unele restaurări semnificative ale rețelelor de plumb. 

Fereastra nord II a corului bisericii Sf. Dionisie

Gruparea actuală conține următoarele subiecte iconografice:
- I - Fereastra tipologică
- Nord II - Fereastra martirilor
- Sud II - Ciclul cu scene din viața Mariei
- Nord III - Ciclul cristologic
- Sud III - Fereastra cu virtuțile și cu apostolii care prezintă în banderole credo-ul

## Iconografie
Prima interpretare iconografică a vitraliilor i se datorează lui Emil Demmler, care în 1900 identificase deja în mare parte scenele și inscripțiile acestora. Demmler a efectuat și o clasificare stilistică a vitraliilor care este confirmată de noile cercetări, însă articolele sale din paginile revistei Christliches Kunstblatt au trecut neobservate de istoriografia de artă a vremii, datorită lipsei unei documentații fotografice. De-abia Hans Wentzel a pus bazele unei cercetări moderne a ansamblului.

## Clasificare stilistică și datare
Una din primele lucrări care tratează monografic biserica Sf. Dionisiu datează geamurile la sfârșitul secolului al XIII-lea. Această lucrare de doctorat a servit la susținerea unei datări corespunzătoare de către Wentzel în catalogul său de referință despre vitraliile din sud-vestul Germaniei (1958). Wentzel susține în lucrarea sa originea pieselor din diferite ateliere renaniene și datează montarea lor în jurul anului 1300, deși această ipoteză contravenea datării corului în al doilea sfert al secolului al XIV-lea de către Georg Dehio. Wentzel explică discrepanța dintre datarea vitraliilor și cea a arhitecturii cu existența unui edificiu premergător corului actual. Presupunerile lui Wentzel au fost contrazise din motive stilistice de către Peter Anstett, care a susținut o datare a vitraliilor pe la 1330. Odată cu aprofundarea cercetărilor privind producția de vitraliu din regiune în timpul fazei de înflorire a goticului german problema periodizării a putut fi pusă mult mai diferențiat. Astfel, Becksmann, corifeul cercetării moderne de vitraliu în Germania, a ajuns la o clasificare a complexului în trei grupe, datate în jurul anilor 1280, 1300 și 1330. Conform acestei clasificări cele mai vechi vitralii fuseseră executate pentru un cor planificat în jurul anului 1280, urmând să fie montate în câte două compartimente în ferestre cu un singur menou. Acest cor nu a mai fost însă edificat, vitraliile au fost probabil păstrate în lăzi timp de aproape cincizeci de ani. Din perioada de construcție a actualului cor pe la 1330 provin conform acestei ipoteze doar ciclul mariologic și cel cristologic care sunt azi asamblate în cadrul ferestrelor sud II și nord III precum și sud IV. Fereastra sud II cu scene din viața Mariei se deosebește însă de aceste grupe atât din punct de vedere coloristic cât și prin compoziția ciclului, dispusă de la bun început în patru compartimente. De aceea a fost datată de Becksmann în 1300. 
Datarea corului de către Dehio, care s-a dovedit a fi eronată, l-a determinat pe Walter Bernhardt să susțină până în 1995 o cronologie a executării vitraliilor în intervalul dintre 1330 și 1350. În 1993/94 rezultatele sale au fost contrazise de analiza dendrocronologică a lemnăriei acoperișului de cor, care provine în mare parte din anul 1352, dar conține și unele resturi ale unui sistem de susținere din 1297. Construcția corului progresase deja în 1296, conform acestor analize,  până la înălțimea trafoarelor ferestrelor. Resturi de schelă provenită din stejari tăiați între anii 1295 și 1296 s-au găsit atât la înălțimea capetelor contraforturilor dintre ferestrele cu două compartimente nord IV și V cât și în preajma vârfului de modenatură ale ferestrei nord II. Poziția acestor resturi relevă faptul că și lățimea ferestrelor cu patru compartimente corespundea pe la 1300 dimensiunilor actuale. Aceste rezultate demonstrează pentru majoritatea cercetătorilor o edificare a corului la finele secolului al XIII-lea. Dintr-un motiv necunoscut, acoperișul corului a fost reînnoit în 1352. Doar Hannelore și Rainer Jooß presupun că ferestrele largi ale corului datează din 1350 și aparțin de fapt unei faze de reconstrucție și reboltire a corului. Noul stadiu de cercetare al cronologiei construcției a confirmat pentru Becksmann clasificarea vitraliilor de către Wentzel, care datase pictura după criterii stilistice în jurul anului 1300. Și datarea modenaturii concordă cu această cronologie, în cadrul căreia ferestrele actuale I, sud III și nord II constituie prima fază a ansamblului. Această fază de execuție a vitraliilor este datată de Becksmann, care nu renunță cu totul la concluziile sale din 1992, pe la 1280/1290 și atribuită unui atelier din Speyer. În conformitate cu Wentzel, Becksmann vede în aceste vitralii dovada unui proiect nerealizat al corului, care prevedea doar ferestre cu două compartimente longitudinale. Împotriva acestei teorii s-a declarat Michler, care susține o datare unitară a corpului vechi de vitralii. Scenele ciclului mariologic de la sud II cu stafajele sale arhitectonice sunt datate de Becksmann datorită coloristicii și a încadrării imaginilor pe la 1300, cele ale ciclului cu scene cristologice înscrise în medalioane de la nord III în jurul datei 1350. Parello critică acest decalaj în datare și susține datorită concordanțelor tehnologice și stilistice dintre panouri o datare unitară a ferestrelor sud II și nord III, în perioada 1340/1350. După Parello doar fereastra tipologică (I) și cea a martirilor (nord II) pot fi datate în 1300.